# Eriophora flavicoma
Eriophora flavicoma là một loài nhện trong họ Araneidae.
Loài này thuộc chi Eriophora. Eriophora flavicoma được Eugène Simon miêu tả năm 1880.